# Almindelig hønsetarm
Almindelig Hønsetarm (Cerastium fontanum) er en 6-15 cm høj urt, der vokser i vejkanter, enge og på overdrev og agerjord.

## Beskrivelse
Almindelig Hønsetarm er en én- eller flerårig, urteagtig plante med opstigende vækstform. Stænglerne er for det meste hårede, men helt glatte planter kan forekomme. Bladene er modsat stillede, ovale til elliptiske med hel rand.
Blomstringen sker løbende hen gennem vækstperioden, men kraftigst maj-august. Blomsterne er samlet i endestillede kvaste, hvor de enkelte blomster har hvide kronblade, som kun lige når bægerbladenes længde. Frugten er en kapsel med mange frø.
Rodnettet er ret svagt udviklet. Planten danner vegetative, rodslående skud fra sidst på sommeren.
Højde x bredde og årlig tilvækst: 0,10 x 0,05 m (10 x 5 cm/år).

## Voksested
Almindelig Hønsetarm er almindelig over hele Danmark, hvor den findes på lysåbne steder: vejkanter, marker, haver og enge. Planten er et udbredt ukrudt.
I kornafgrøder er planten normalt ikke et problem, men i frømarker med almindelig rapgræs og engrapgræs er frøene vanskelige at rense fra.

## Henvisning
1. ↑  "Planteværn Online: Hønsetarm, alm". Det Jordbrugsvidenskabelige Fakultet ved Aarhus Universitet og Dansk Landbrugsrådgivning.{{cite web}}:  CS1-vedligeholdelse: url-status (link)